# Konstytucja Łotwy
Konstytucja Republiki Łotewskiej (łot. Latvijas Republikas Satversme) – ustawa zasadnicza Łotwy, uchwalona w 1922.

## Historia

### Okres międzywojenny
1 maja 1920 rozpoczął działalność pierwszy łotewski parlament – Zgromadzenie Ustawodawcze (łot. Satversmes sapulce), którego przewodniczącym był Jānis Čakste. Już 5 maja 1920 powstała w nim specjalna komisja do spraw opracowania tekstu konstytucji kraju. Zasiadało w niej 26 deputowanych.
W komisji konstytucyjnej przeważali – zarówno liczbowo, jak i konceptualnie – socjaldemokraci, którym przewodził Marģers Skujenieks. Podkomisją pracującą nad opracowaniem podstaw ustroju politycznego kierował również socjaldemokrata Felikss Cielēns. Ze strony polityków prawicowych największą rolę w pracach nad konstytucją odegrał Arveds Bergs, lider konserwatywnej, nastrojonej nacjonalistycznie burżuazji miejskiej.
Wzorami, z których korzystano przy tworzeniu własnego kształtu ustawy zasadniczej, były trzy stare i uznane konstytucje (Konstytucja Stanów Zjednoczonych, Konstytucja Francji z 1815 oraz Konstytucja Szwajcarii), a także trzy nowe w tym czasie ustawy zasadnicze (Konstytucja weimarska oraz uchwalone w 1920 konstytucje Litwy i Estonii).
Zasiadający w komisji socjaldemokraci skłaniali się ku wzorom estońskim, gdzie zrezygnowano z instytucji niezależnej prezydentury, funkcję głowy państwa składając de facto na szefa rządu. Właśnie zagadnienie zasięgu władzy prezydenckiej było źródłem największych sporów w trakcie ustalania tekstu łotewskiej ustawy zasadniczej. Przedstawiony przez Cielēnsa pierwotny projekt nie przewidywał stanowiska prezydenta kraju i sankcjonował połączenie funkcji przewodniczącego parlamentu i głowy państwa, co w praktyce realizowane było na Łotwie już od 1 lipca 1920 w osobie J. Čakste. Inne koncepcje propagował Arveds Bergs, który wraz ze swym obozem żądał stworzenia instytucji silnej prezydentury z szerokimi prerogatywami. Niezwykle ostry spór polityczny doprowadził do rozwiązania kompromisowego – stanowisko prezydenta zostało w końcu stworzone, jednak miał on ograniczone prerogatywy i wybierany był nie bezpośrednio przez obywateli, ale przez parlament.
Kolejny ostry spór toczył się wokół tej części projektu konstytucji, który mówił o prawach obywatela. Socjaldemokraci nalegali na jego przyjęcie, jednak ostro wystąpiło przeciwko tej części projektu nacjonalistyczno-burżuazyjne skrzydło parlamentu. Ostatecznie 22 lutego 1922 konstytucję przyjęto bez części mówiącej o prawach obywatelskich.
Satversme opracowana została jako konstytucja sztywna (zmiany wymagają akceptacji co najmniej dwóch trzecich członków Sejmu). Wprowadziła ona w Łotwie system parlamentarno-gabinetowy. W przepisach pojawiła się jednak możliwość wydawania przez rząd dekretów z mocą ustawy w przerwach między sesjami Sejmu (art. 81). Prezydent otrzymał prawo do rozwiązania Sejmu, jednak decyzja ta musiała zostać zaakceptowana w ogólnopaństwowym referendum. W przeciwnym wypadku konstytucja przewidywała złożenie głowy państwa z urzędu. Ryzyko polityczne tej procedury było tak duże, iż żaden międzywojenny legalnie wybrany prezydent nie zdecydował się na jej uruchomienie (zrobił to dopiero Valdis Zatlers w 2011).

### Okres po aneksji Łotwy przez ZSRR
Kres istnieniu niezależnej państwowości łotewskiej przyniosła agresja ZSRR w 1940. W stworzonej wówczas Łotewskiej SRR uchwalono nową konstytucję, zgodną z wzorami radzieckimi. Konstytucja Łotewskiej SRR z 1940 roku powielała schemat konstytucji innych republik związkowych, opartych na Konstytucji ZSRR z 1936. Kolejna konstytucja radzieckiej Łotwy przyjęta została w 1978 w ślad za Konstytucją ZSRR z 1977.

### Odnowienie państwowości w latach 90. XX wieku
Spośród wszystkich państw bałtyckich Łotwa najbardziej konsekwentnie podkreślała ciągłość ze swą państwowością międzywojenną, utraconą w wyniku agresji ZSRR. Przywrócenie mocy prawnej międzywojennej konstytucji okazało się wyjątkiem wśród krajów bałtyckich. Litwa i Estonia, choć podkreślały zasadę ciągłości prawnej w stosunku do okresu międzywojennego, na początku lat 90. uchwaliły zupełnie nowe ustawy zasadnicze.
4 maja 1990 Rada Najwyższa Republiki Łotewskiej przyjęła Deklarację o Przywróceniu Niepodległości Republiki Łotewskiej (łot. Deklarācija Par Latvijas Republikas neatkarības atjaunošanu), w której formalnie przywróciła Konstytucji z 1922 moc prawną. Status obowiązującego prawa nadano tymczasowo tylko artykułom 1, 2, 3 oraz 6, zawieszając jednocześnie tymczasowo obowiązywanie reszty przepisów.
Konstytucja z 1922 zaczęła ponownie obowiązywać w całości po wyborach do Sejmu z 5-6 czerwca 1993, dzięki którym nastąpiła całkowita reorganizacja organów władzy w myśl przepisów przedwojennej ustawy zasadniczej. 6 lipca 1993 Sejm V kadencji zebrał się na swoim pierwszym posiedzeniu i przyjął postanowienie, w którym nadawał obowiązujący charakter wszystkim przepisom Satversme.

## Treść konstytucji

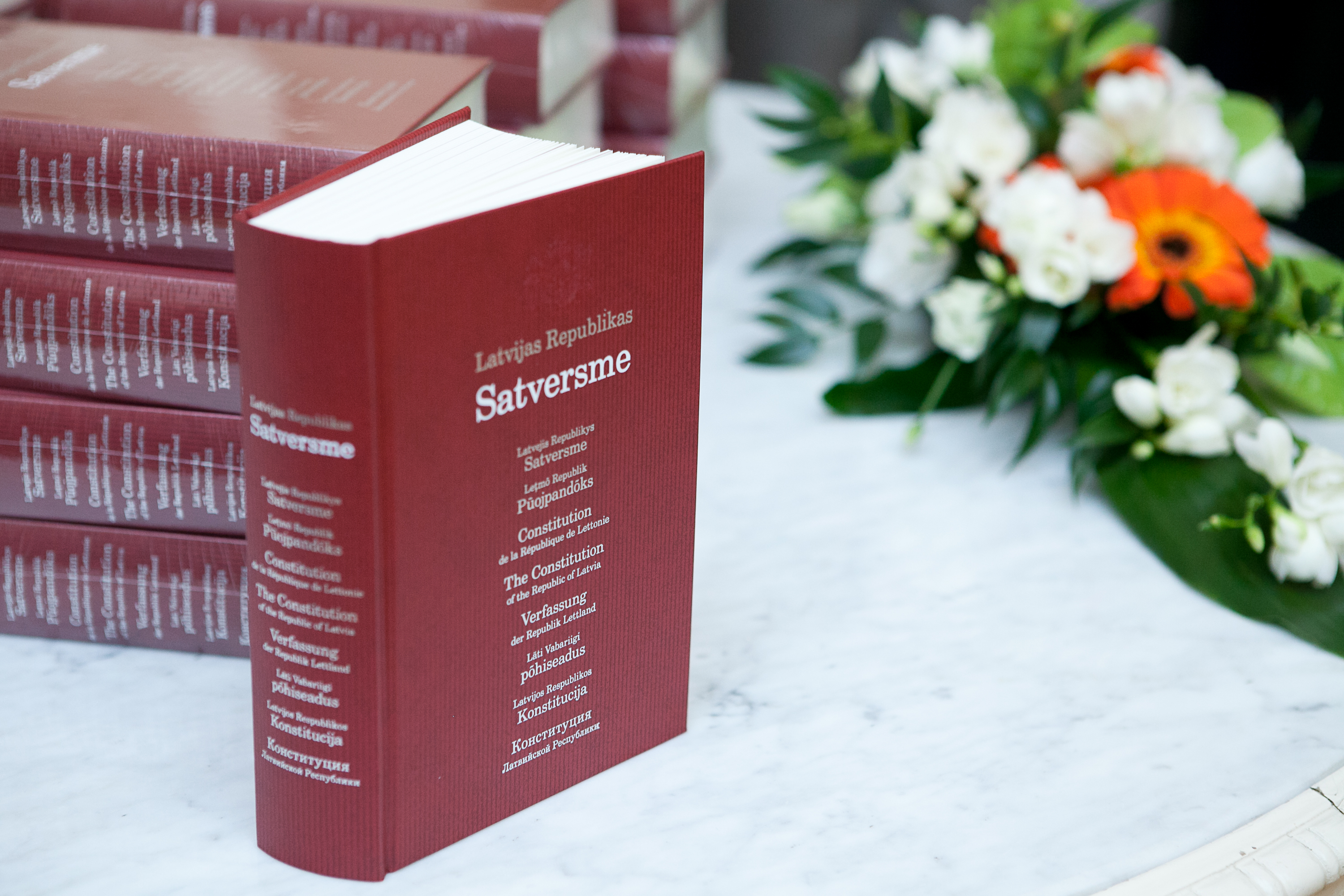
Wielojęzyczne wydanie Konstytucji Łotwy

Konstytucja Łotwy składa się ze 115 artykułów (numerowanych od 1 do 116, art. 81 został wykreślony z Konstytucji w 2007) podzielonych na osiem rozdziałów:
- Rozdział 1. Postanowienia ogólne

- Rozdział 2. Sejm

- Rozdział 3. Prezydent państwa

- Rozdział 4. Gabinet ministrów

- Rozdział 5. Ustawodawstwo

- Rozdział 6. Sądy

- Rozdział 7. Kontrola państwowa

- Rozdział 8. Podstawowe prawa człowieka

## Poprawki
Tryb wnoszenia poprawek do konstytucji regulowany jest w art. 76-79. Propozycje poprawek mogą być wnoszone przez prezydenta, rząd, odpowiednie komisje Sejmu, grupę co najmniej 5 parlamentarzystów bądź przez 10% obywateli uprawnionych do głosowania. Poprawka zostaje przyjęta, gdy zagłosuje za nią nie mniej niż ⅔ deputowanych Sejmu przy kworum wynoszącym ⅔ obecnych. Wyjątkiem są art. 1, 2, 3, 4, 6 oraz 77, których zmiana wymaga rozpisania ogólnokrajowego referendum. Referendum rozpisywane jest również w przypadku, gdy Sejm nie przyjmie propozycji poprawki złożonej przez co najmniej 10% uprawnionych do głosowania.
W okresie międzywojennym przyjęto tylko jedną poprawkę do konstytucji, odnoszącą się do trybu organizowania referendum (1933). Zasadnicza część poprawek przyjęta została już po odnowie państwowości łotewskiej:
- w 1994 obniżono cenzus wiekowy przy czynnym prawie wyborczym z 21 do 18 lat;
- w 1996 stworzono sąd konstytucyjny;
- w 1997 wprowadzono do konstytucji szereg zmian dotyczących funkcjonowania Sejmu, rządu i prezydenta, m.in. przedłużono długość kadencji Sejmu i prezydenta z 3 do 4 lat;
- w 1998 do konstytucji dołączono rozdział VIII dotyczący podstawowych praw człowieka, wprowadzono również przepisy o statusie języka łotewskiego jako państwowego, usztywniono tryb zmiany art. 4 i 77;
- w 2002 wprowadzono przysięgę deputowanych i rozszerzono prawa języka łotewskiego;
- w 2003 zmieniono szereg przepisów konstytucji, by umożliwić Łotwie integrację z Unią Europejską;
- w 2004 wprowadzono poprawkę zwiększającą czas na rozpatrzenie ustaw przez prezydenta;
- w 2005 wprowadzono przepis, w którym małżeństwo określone jest jako związek kobiety i mężczyzny;
- w 2007 wykreślono art. 81, przez co pozbawiono rząd możliwości wydawania dekretów z mocą ustawy w okresie między sesjami parlamentu;
- w 2009 wprowadzono prawo do obywatelskiej inicjatywy w sprawie referendum dotyczącego rozwiązania parlamentu.